# Delatnost privrednog društva
Delatnost privrednog društva jeste proizvodnja i promet robe, kao i vršenje usluga na tržištu, i utvrđuje se opštim pravnim aktom (ugovor o osnivanju, statut). Delatnost privrednog društva obuhvata svaku aktivnost koja je povezana sa njegovom osnovnom svrhom - sticanjem profita. Delatnost može obuhvatati operativne poslove, marketing, proizvodnju, usluge i administraciju. Privrednu delatnost obavljaju privredna društva u cilju sticanja dobiti. Privredno društvo može obavljati sve zakonom dozvoljene delatnosti, osim poslova za čije obavljanje je potrebno dobiti posebnu saglasnost (npr. vojna oprema, naoružanje, promet opasnih materija). Delatnosti koje obavljaju privredna društva su proizvodnja i promet robe, vršenje usluga i obavljanje drugih delatnosti na tržištu (trgovinsko zastupanje, komision, posredovanje, prevoz, uskladištenje itd).

## Uslovi za obavljanje delatnosti
Da bi privredno društvo moglo vršiti jednu ili više delatnosti neophodno je da ispunjava uslove koji se određuju republičkim zakonom i podzakonskim aktima. Uslovi za obavljanje delatnosti mogu se podeliti na opšte i posebne. Uslovi u pogledu:
- tehničke opremljenosti,
- zaštite na radu,
- zaštite i unapređivanja čovekove sredine

predstavljaju opšte zakonske uslove. Posebni uslovi se odnose na: 
- stručnu spremu radnika,
- poslovne prostorije,
- posebne mere zaštite od opasnih materija itd.

Ispunjenost svih propisanih uslova za obavljanje delatnosti konstatuje se rešenjem nadležnog upravnog organa (inspekcije) bez kojeg privredno društvo ne može da otpočne sa vršenjem delatnosti, odnosno ne može da menja uslove njenog obavljanja.

## Obavljanje privredne delatnosti
Obavljanje delatnosti može da otpočne od strane privrednog društva onog momenta kada nadležni organ (inspekcija) donese rešenje da su ispunjeni svi uslovi u pogledu tehničke opremljenosti, zaštite na radu i zaštite i unapređenja životne sredine.
Delatnost privrednog društva može obavljati zastupnik čija su ovlašćenja regulisana osnivačkim aktom društva. Ukoliko zastupnik ne poštuje ograničenja odgovaraće društvu za nastalu štetu.
Privredno društvo može bez upisa u sudski registar da vrši i druge delatnosti koje služe delatnosti koja je upisana u sudski registar ako se uobičajeno vrše uz tu delatnost, u manjem obimu ili povremeno, ili ako doprinose potpunijem korišćenju kapaciteta i materijala koji se upotrebljava za vršenje upisane delatnosti. Delatnošću privrednog društva određuju se i granice pravne i poslovne sposobnosti privrednog društva. Privredno društvo može da zaključuje ugovore i obavlja druge poslove prometa robe i usluga u okviru delatnosti, za koje je upisano u sudski registar.
Samostalno obavljanje delatnosti privrednog društva je jedan od bitnih elemenata za određivanje subjektiviteta i pojma društva. Samostalnost privrednog društva znači da ono u pravnom prometu nastupa u svoje ime i za svoj račun, a za obaveze odgovara celokupnom svojom imovinom.

## Pretežna delatnost
Pretežna delatnost privrednog društva utvrđuje se na osnovu akta o osnivanju. Ako je aktom o osnivanju predviđeno da privredno društvo obavlja više delatnosti, pretežna delatnost se utvrđuje na osnovu delatnosti u kojoj je ostvarena najveća bruto zarada u prethodnoj kalendarskoj godini. Društvo može obavljati delatnost preko ogranka privrednog društva, pretežna delatnost društva može se razlikovati od pretežne delatnosti ogranka.

## Promena delatnosti
Sloboda izbora delatnosti podrazumeva i pravo privrednog društva da svoju delatnost promeni. Postoje tri tipa promena: proširenje, sužavanje i potpuna izmena delatnosti. Za promenu delatnosti privrednog društva potrebna je saglasnost osnivača, ako je to predviđeno aktom o osnivanju privrednog društva, odnosno ugovorom. 

## Klasifikacija delatnosti
Klasifikacija delatnosti služi kao alat razvrstavanja jedinica prema ekonomskoj delatnosti. Osnovni cilj je da se obezbedi skup kategorija koje se mogu koristiti za planiranje statističkih istraživanja, prikupljanje i obradu podataka, prezentovanje i analize statističkih rezultata prema delatnostima. Klasifikaciju, uključujući nazive, šifre i opise delatnosti, propisuje Vlada.
Jedinice koje su angažovane u istoj vrsti ekonomske delatnosti razvrstavaju se u istu kategoriju KD(2010), nezavisno od pravne (organizacione) forme, tj. jesu li privredno društvo (pravno) lice ili njegov deo, privatni preduzetnik ili pripadaju državnom sektoru, nezavisno od toga da li je matično privredno društvo strani entitet i da li se jedinica sastoji iz više lokalnih jedinica. Klasifikacija delatnosti je hijerarhijska klasifikacija i čine je četiri nivoa, počev od najvišeg: 
1. sektor,
2. oblast,
3. grana,
4. grupa.[5]

Od 12.avgusta 2010.godine primenjuje se novi Zakon o klasifikaciji privrednih delatnosti.
Po primeni novog Zakona o klasifikaciji privrednih delatnosti, ukoliko jedinica razvrstavanja smatra da nova šifra i opis pretežne delatnosti nisu odgovarajući, mogu podneti zahtev za razvrstavanje pod drugom šifrom i opisom delatnosti, ali samo u okviru iste grane delatnosti.

## Razvrstavanje po privrednim delatnostima
Privredno društvo može obavljati jednu ili više Zakonom dozvoljenih delatnosti, šifra i opis delatnosti unose se u registar privrednih subjekata – APR (ranije nadležnost trgovinskih sudova za registar privrednih subjekata).U APR-u se vrši razvrstavanje po delatnostima, na osnovu registracione prijave, odnosno prijave za upis koju privredno društvo podnosi nadležnom organu u skladu sa zakonom. Prijave za razvrstavanje po delatnostima, u skladu sa zakonom, podnose: privredna društva, zadruge, banke, društva za osiguranje, brokersko - dilerska društva, davaoci finansijskog lizinga, druge pravne forme privrednih subjekata, preduzetnici, poljoprivredna gazdinstva, ustanove, javna preduzeća, državni organi, organi autonomnih pokrajina, organi jedinica lokalne samouprave, političke stranke, sindikalne organizacije, udruženja, ogranci i predstavništva pravnih lica i druge organizacije koje obavljaju delatnost.
Razvrstavanje po delatnostima vrši se određivanjem šifre i naziva grupe iz klasifikacije delatnosti, kojoj pripada delatnost koju obavlja jedinica razvrstavanja. Jedinica razvrstavanja raspoređuje se u odgovarajuću kategoriju klasifikacije (sektor, oblast, grana i grupa) prema delatnosti koju obavlja. U četvorocifrenoj šifri grupe delatnosti, prve dve cifre označavaju oblast, a prve tri cifre zajedno - granu delatnosti kojoj odgovarajuća grupa pripada.
Podatke o registrovanju i razvrstavanju po delatnostima primljene u toku meseca Agencija za privredne registre dostavlja najkasnije do 15. u sledećem mesecu organu nadležnom za poslove statistike.